# Diogo Costa (futbolista)
Diogo Meireles da Costa (Rothrist, Suiza, 19 de septiembre de 1999) es un futbolista portugués que juega como portero en el F. C. Porto de la Primeira Liga. Es internacional absoluto con la selección de fútbol de Portugal.

## Trayectoria

### Fútbol Club Oporto

#### 2011-2021: carrera juvenil y reservas
Nacido en la comuna suiza de Rothrist, de padres portugueses, Costa se mudó a Santo Tirso a la edad de 7 años. Se unió a la academia del Fútbol Club Oporto en 2011, procedente de la Casa do Benfica de Póvoa de Lanhoso.
Costa hizo su debut absoluto con el equipo de reserva el 6 de agosto de 2017, en una derrota en casa por 1-2 ante el Gil Vicente por la LigaPro. Terminó la temporada con 31 apariciones más, lo que ayudó a terminar en séptimo lugar. El 15 de mayo de 2018, Costa renovó su contrato hasta junio de 2022. En septiembre, fue nombrado Novato del Año del club; A fines del mismo año, el español Iker Casillas, que fue titular en el primer equipo, lo elogió y lo calificó como su "sucesor".
Costa ganó la Liga Juvenil de la UEFA 2018-19 con el Oporto, derrotando al Chelsea por 3-1 en la final en Nyon, Suiza, el 29 de abril. Días después, después de que Casillas sufriera un infarto, Vaná lo reemplazó como portero titular y Costa fue llamado al banquillo para los últimos tres partidos de la temporada, comenzando con una victoria por 4-0 en el Desportivo das Aves el 4 de mayo.
El 25 de septiembre de 2019, Costa hizo su debut con el primer equipo en el partido inaugural del grupo de la Copa de la Liga de Portugal, manteniendo la portería a cero en la victoria en casa por 1-0 sobre el Santa Clara. Su primera aparición en la Primeira Liga tuvo lugar el 10 de noviembre en una derrota a domicilio del Boavista por 1-0, ya que el titular habitual Agustín Marchesín fue sancionado internamente tras una falta de disciplina. Hizo otros dos hasta el final de la campaña para los eventuales campeones, así como los siete partidos de la Taça de Portugal que aseguraron el doblete.
Al comienzo de la temporada 2020-21, Costa heredó la camiseta 99 del Oporto, que hizo famosa el portero y leyenda del club Vítor Baía. A pesar del honor, pasó toda la temporada como suplente de Marchesín, apareciendo solo en un partido de liga. Sin embargo, hizo su debut en la Liga de Campeones el 9 de diciembre de 2020, manteniendo la portería a cero en la derrota por 2-0 ante el Olympiakos Fútbol Club.

#### 2021-presente: Avance en el once inicial y portero de primera elección
Al comienzo de la temporada 2021-22, Costa tuvo una carrera como portero titular debido a la ausencia de Marchesín en la plantilla, luego de que Argentina ganara la Copa América 2021. Se convertiría en titular con el técnico Sérgio Conceição, luego de que el argentino quedara fuera por una lesión, luego de su regreso. Esto llevó a Costa a ser nombrado Portero del Mes de la Primeira Liga en septiembre. El 16 de octubre, Costa acordó una extensión de contrato, aumentando su cláusula de rescisión de 30 a 60 millones de euros.

## Selección nacional
Fue convocado a la selección de fútbol de Portugal por primera vez el 26 de agosto de 2021, para la clasificación de la Copa Mundial de Fútbol de 2022 contra Irlanda y Azerbaiyán y un amistoso con Catar. Hizo su debut el 9 de octubre contra este último oponente, en una victoria por 3-0 en el Estadio Algarve.
Acudió a la Eurocopa 2024 y en el partido de octavos de final frente a Eslovenia se convirtió en el primer portero en toda la historia del torneo en detener tres lanzamientos en una misma tanda de penaltis. La eliminatoria de cuartos de final ante Francia también se decidió desde los once metros, pero esta vez no fue capaz de parar ningún penalti y Portugal quedó eliminada.

### Participaciones en Copas del Mundo
| Mundial      | Sede  | Resultado        | Partidos | Goles |
| ------------ | ----- | ---------------- | -------- | ----- |
| Mundial 2022 | Catar | Cuartos de final | 5        | 0     |

### Participaciones en Eurocopas
| Copa          | Sede     | Resultado        | Partidos | Goles |
| ------------- | -------- | ---------------- | -------- | ----- |
| Eurocopa 2024 | Alemania | Cuartos de final | 5        | 0     |

## Estadísticas

### Clubes
Actualizado al último partido disputado el 7 de noviembre de 2024.
| F. C. Porto "B" Portugal               | 2.ª           | 2017-18       | 32  | 44  | ―  | ―  | ―  | ―  | 32  | 44  |
| F. C. Porto "B" Portugal               | 2.ª           | 2018-19       | 17  | 19  | ―  | ―  | ―  | ―  | 17  | 19  |
| F. C. Porto "B" Portugal               | 2.ª           | 2020-21       | 2   | 4   | ―  | ―  | ―  | ―  | 2   | 4   |
| F. C. Porto "B" Portugal               | Total club    | Total club    | 51  | 67  | 0  | 0  | 0  | 0  | 51  | 67  |
| F. C. Porto Portugal                   | 1.ª           | 2019-20       | 3   | 3   | 12 | 7  | 0  | 0  | 15  | 10  |
| F. C. Porto Portugal                   | 1.ª           | 2020-21       | 1   | 3   | 8  | 10 | 1  | 0  | 10  | 13  |
| F. C. Porto Portugal                   | 1.ª           | 2021-22       | 33  | 22  | 0  | 0  | 10 | 16 | 43  | 38  |
| F. C. Porto Portugal                   | 1.ª           | 2022-23       | 33  | 22  | 0  | 0  | 8  | 8  | 41  | 30  |
| F. C. Porto Portugal                   | 1.ª           | 2023-24       | 33  | 25  | 4  | 4  | 8  | 9  | 45  | 38  |
| F. C. Porto Portugal                   | 1.ª           | 2024-25       | 10  | 4   | 1  | 3  | 4  | 8  | 15  | 15  |
| F. C. Porto Portugal                   | Total club    | Total club    | 113 | 79  | 25 | 24 | 31 | 41 | 169 | 144 |
| Total carrera                          | Total carrera | Total carrera | 164 | 146 | 25 | 24 | 31 | 41 | 220 | 211 |
| (1) Hace referencia a goles encajados. |               |               |     |     |    |    |    |    |     |     |

## Palmarés

### Títulos nacionales
| Título                      | Club        | País     | Año  |
| --------------------------- | ----------- | -------- | ---- |
| Primeira Liga               | F. C. Porto | Portugal | 2020 |
| Copa de Portugal            | F. C. Porto | Portugal | 2020 |
| Supercopa de Portugal       | F. C. Porto | Portugal | 2020 |
| Primeira Liga               | F. C. Porto | Portugal | 2022 |
| Copa de Portugal            | F. C. Porto | Portugal | 2022 |
| Supercopa de Portugal       | F. C. Porto | Portugal | 2022 |
| Copa de la Liga de Portugal | F. C. Porto | Portugal | 2023 |
| Copa de Portugal            | F. C. Porto | Portugal | 2023 |
| Copa de Portugal            | F. C. Porto | Portugal | 2024 |
| Supercopa de Portugal       | F. C. Porto | Portugal | 2024 |

### Títulos internacionales
| Título                      | Club (*)              | Sede       | Año  |
| --------------------------- | --------------------- | ---------- | ---- |
| Europeo sub-17              | Portugal sub-17       | Azerbaiyán | 2016 |
| Europeo sub-19              | Portugal sub-19       | Finlandia  | 2018 |
| Liga Juvenil de la UEFA     | F. C. Porto sub-19    | Nyon       | 2019 |
| Liga de Naciones de la UEFA | Selección de Portugal | Alemania   | 2025 |

(*) Incluyendo la selección.